# Astronomie

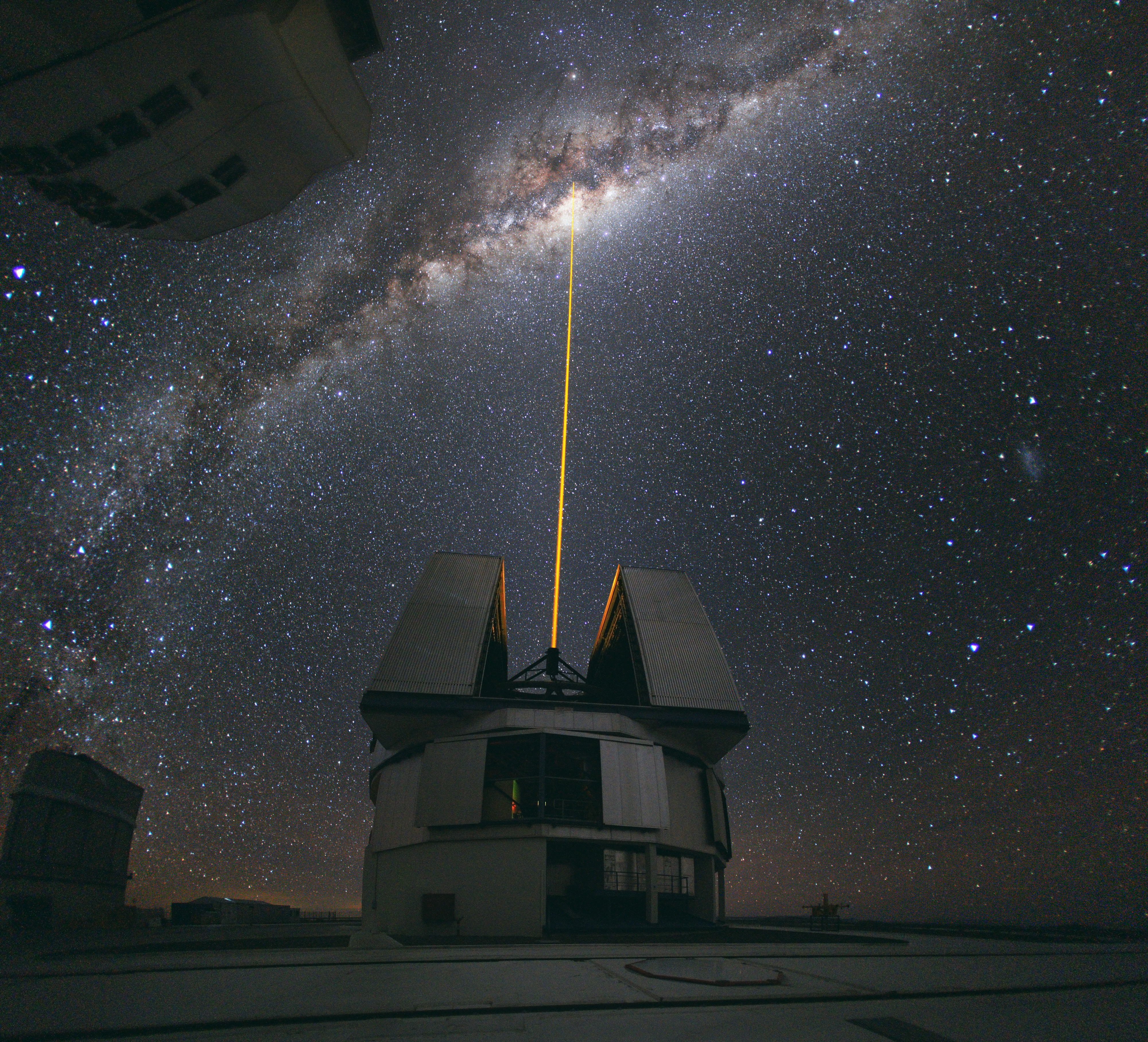
Een laser gericht op de Melkweg vanuit het Paranal-observatorium in Chili

Astronomie of sterrenkunde is de natuurwetenschap die zich bezighoudt met de waarneming en bestudering van alle fenomenen buiten de atmosfeer van de Aarde. De sterrenkunde richt zich niet alleen op sterren en sterrenstelsels, maar ook op vele andere structuren en verschijnselen die voorkomen in het heelal, zoals planeten, manen, nevels, supernova's en zwarte gaten.
Astronomen combineren inzichten uit de wiskunde, natuurkunde en scheikunde om het ontstaan, het gedrag en de ontwikkeling van hemellichamen door de tijd te verklaren. Waarnemingen, die veelal met telescopen worden verkregen, kunnen met natuurkundige wetten en principes, of door middel van computationele modellen, worden beschreven en uitgelegd. Professionele astronomen hebben vaak een stevige achtergrond in de fysica.
De astronomie is een van de weinige wetenschappen waar ook hobbyisten (amateurastronomen) een actieve rol in kunnen spelen, vooral bij het ontdekken en observeren van voorbijgaande astronomische gebeurtenissen. De namen van veel eenmalige kometen zijn bijvoorbeeld meestal ontleend aan amateurastronomen die deze komeet als eerste waarnamen.

## Etymologie
Het woord astronomie komt van het Griekse woord αστρονομία (astronomia), een samenstelling van ἄστρον (astron, ster of sterrenbeeld) en νόμος (nomos, wet): het toekennen van wetmatigheden aan sterren. Het woord sterrenkunde werd geïntroduceerd door de Vlaamse wetenschapper Simon Stevin rond 1600.
Astronomie moet niet worden verward met astrologie, het geloof in de veronderstelde invloed van de stand van de hemellichamen op het aardse leven en de lotgevallen van mensen. Hoewel beide kennisgebieden historisch gezien dezelfde oorsprong hebben, zijn het tegenwoordig twee totaal verschillende begrippen. 'Astronomie' wordt in zijn moderne betekenis vaak synoniem gebruikt met 'astrofysica', het vakgebied dat zich specifiek richt op natuurkundige eigenschappen van hemellichamen, in plaats van hun positie en beweging door de ruimte.

## Geschiedenis

### Oudheid

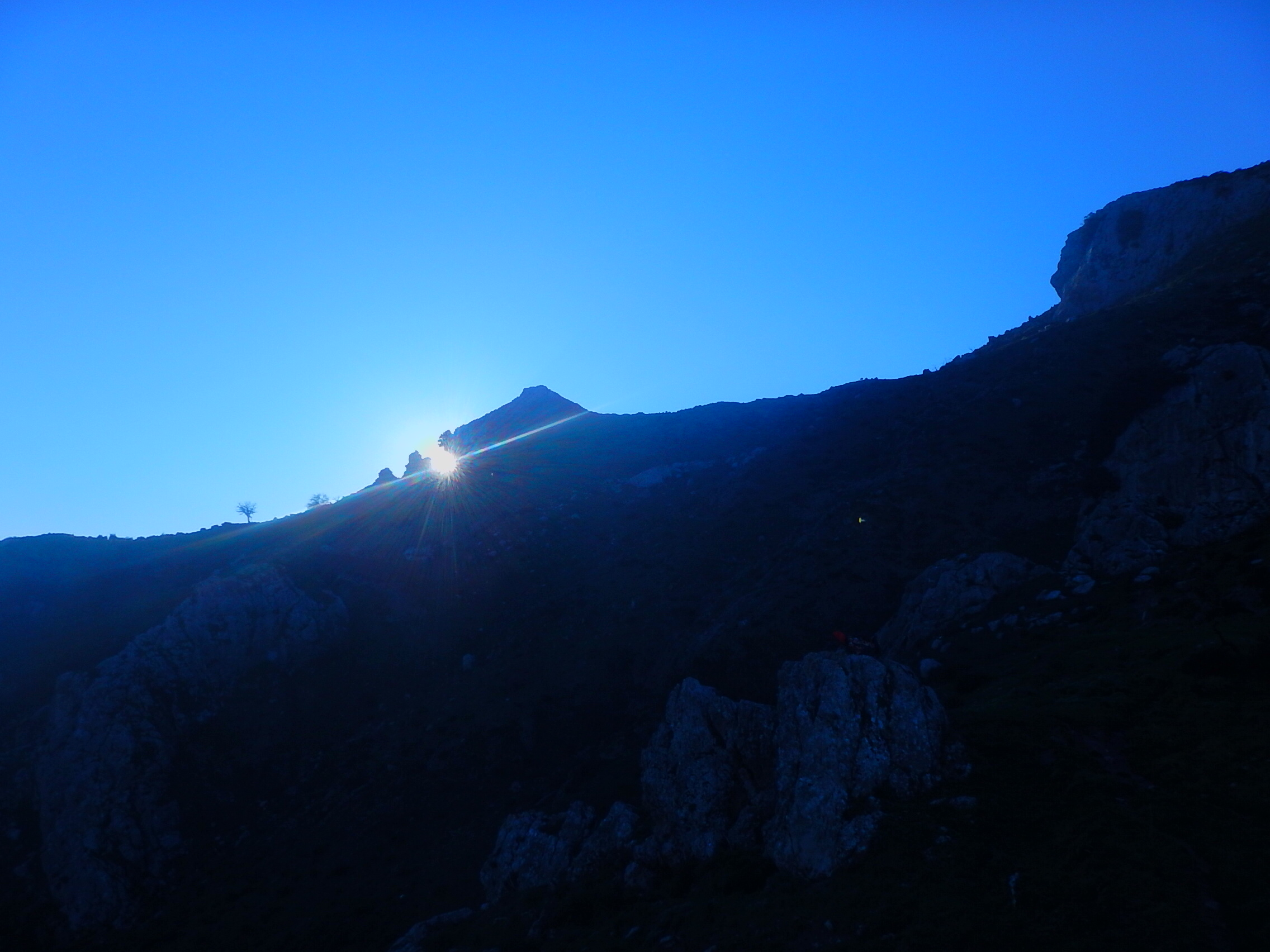
equinox van de prehistorische site van Pizzo Vento in Fondachelli Fantina, Sicilië

De astronomie is een zeer oude wetenschap die al bestond in het oude Egypte, Sumerië, India in de oudheid en het Chinese keizerrijk. In het prille begin hield de astronomie zich alleen bezig met de bewegingen van de objecten langs de hemel, zoals de zon, de maan, planeten en andere hemellichamen. Men kon langzamerhand spectaculaire verschijnselen voorspellen, zoals zons- en maansverduisteringen. Ook het verschijnen van kometen sprak erg tot de verbeelding. Deze aan het hemelgewelf waargenomen verschijnselen werden door Babylonische astronomen in verband gebracht met gebeurtenissen op Aarde, wat ook het begin betekende van de astrologie. De astronomie was in die begintijd beperkt tot de objecten die met het blote oog zichtbaar zijn. De oude Grieken brachten de astronomie een stuk verder, bijvoorbeeld door de definitie van de dierenriem, een band van 12 sterrenbeelden waardoorheen de zon, maan en planeten bewegen.

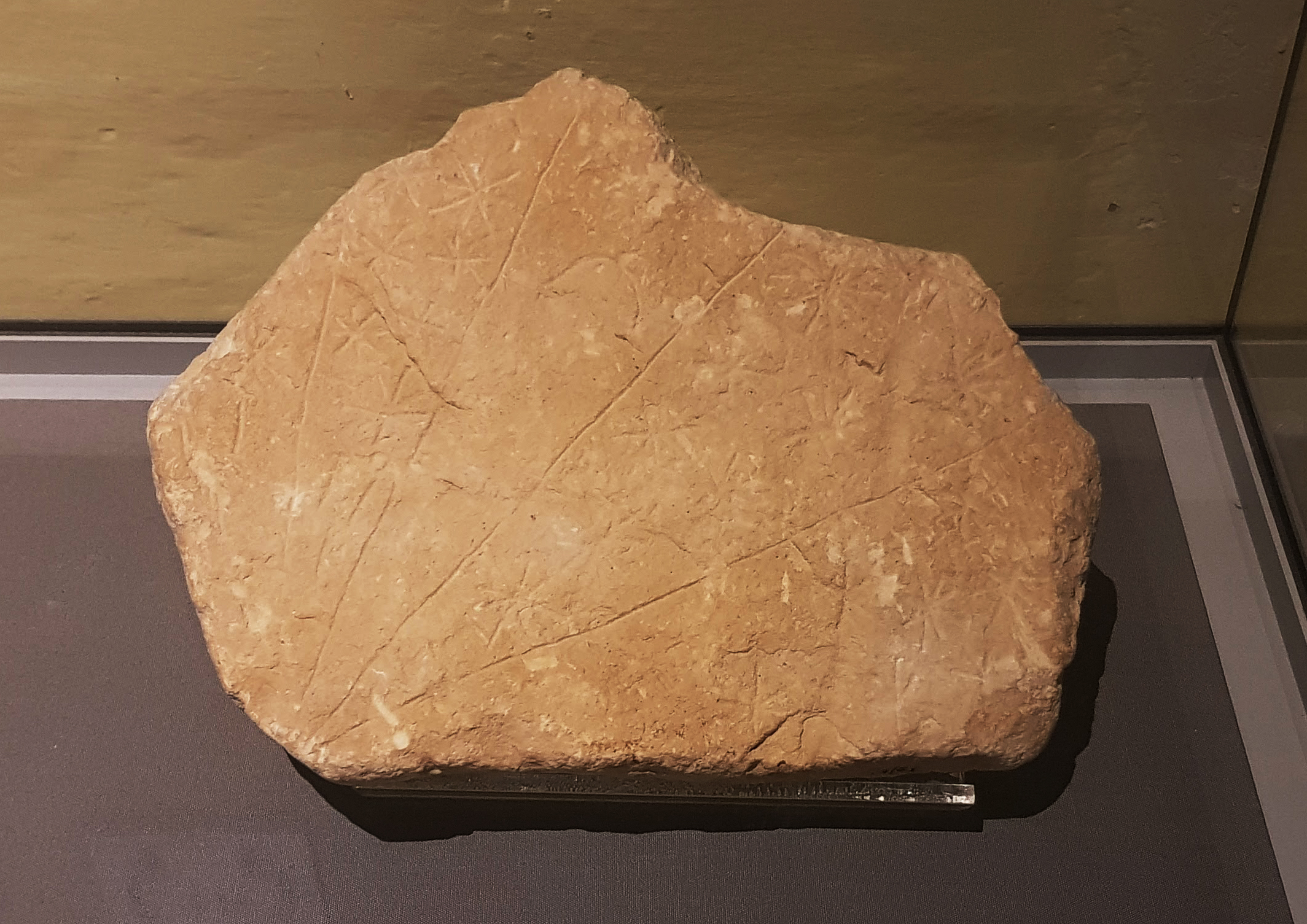
Sterrenkaart gevonden in de Tal-Qadi tempel (een van de Megalithische tempels van Malta)
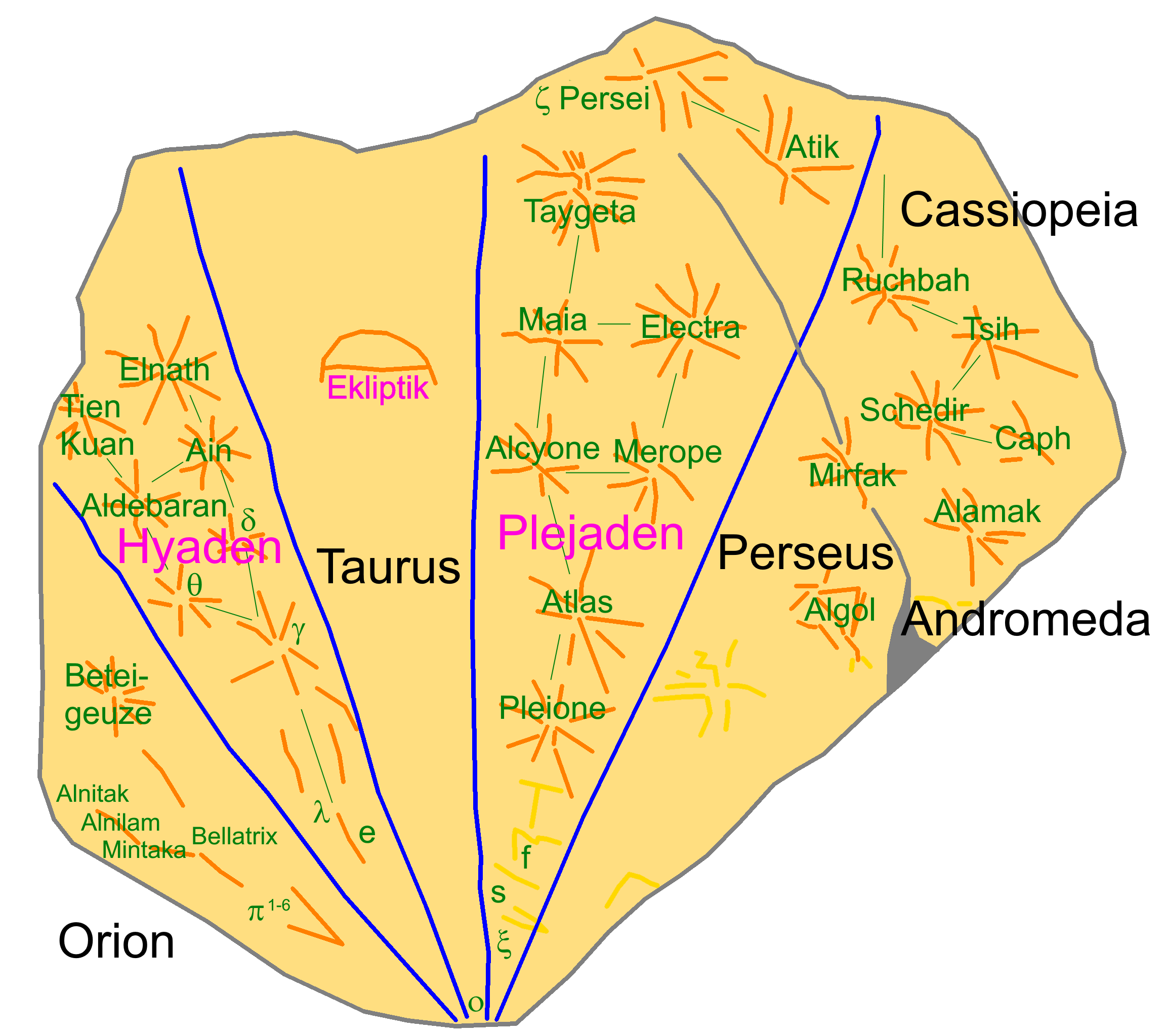
Sterrenkaart gevonden in de Tal-Qadi tempel (een van de Megalithische tempels van Malta)
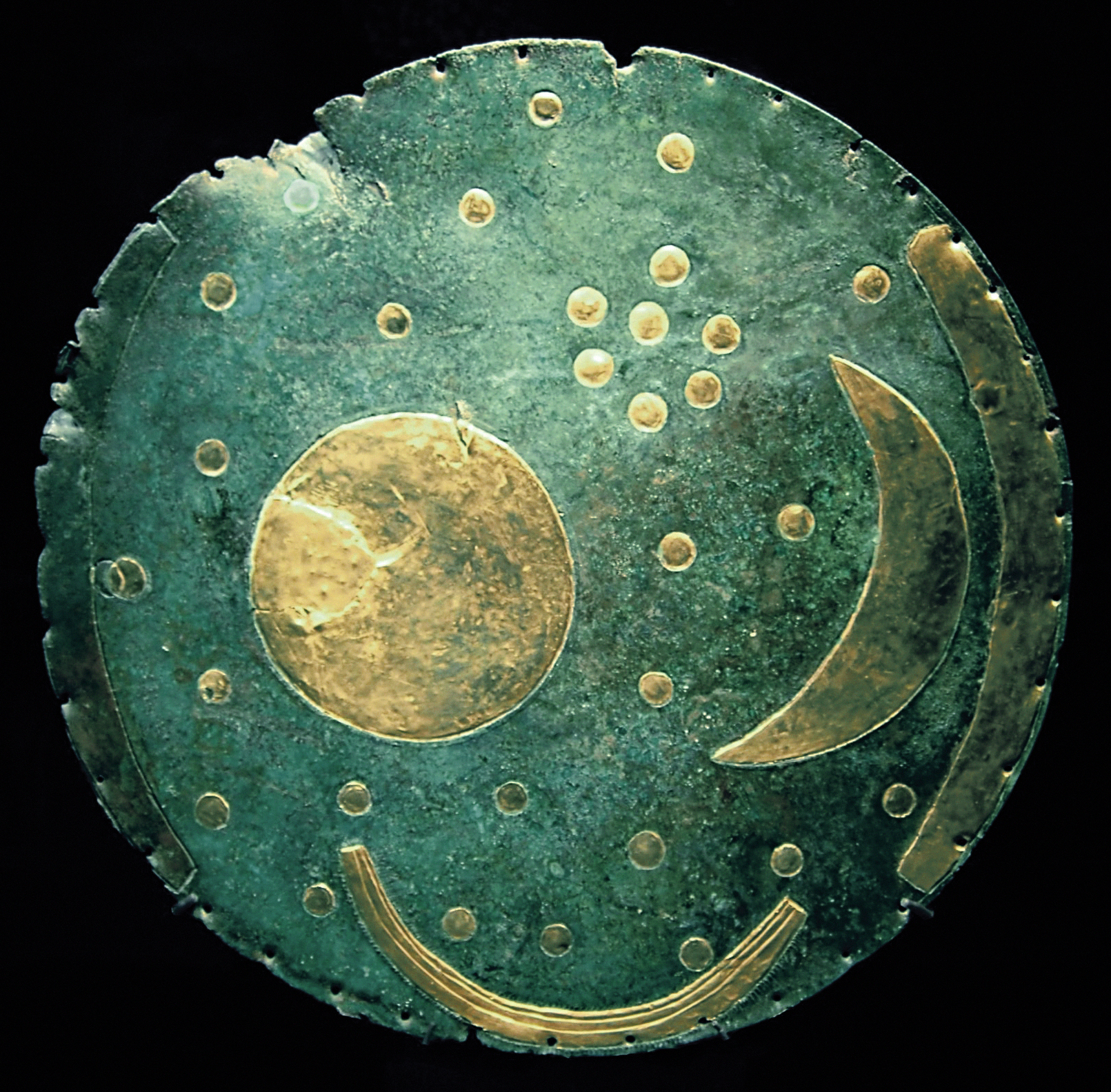
Hemelschijf van Nebra

### Middeleeuwen en renaissance

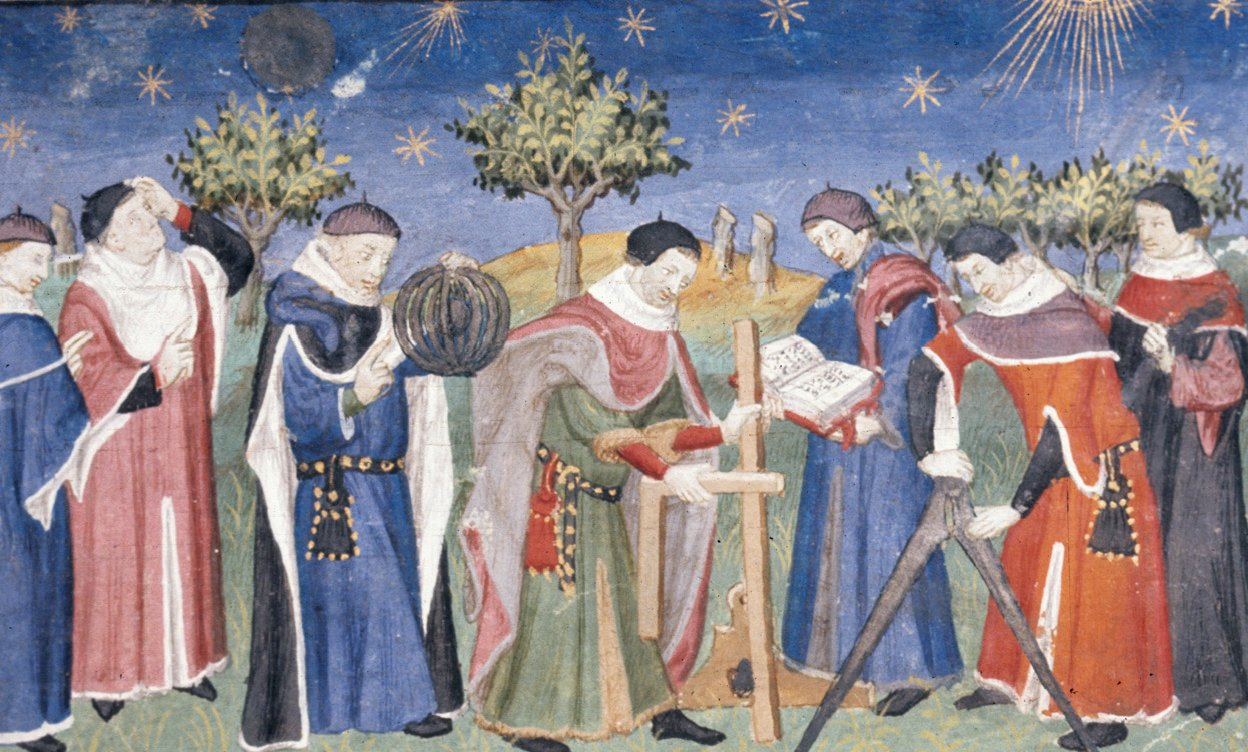
Astronomie en geometrie in de middeleeuwen. Voorwerpen die gehanteerd worden zijn o.a. een armillarium en een kompas

Tijdens de middeleeuwen maakte vooral de Arabische astronomie een bloeitijd door. Veel namen van sterren stammen dan ook uit het Arabisch.
De ontwikkeling van de astronomie in Europa stond echter niet volledig stil. Tijdens de Eerste Concilie van Nicea in 325 kozen de bisschoppen niet voor een vaste datum voor Pasen, maar voor de eerste zondag na de paasvollemaan. Deze afhankelijkheid van de schijnbare jaarlijkse beweging van de Zon en de maanstand om tot de paasdatum te komen, stimuleerde de astronomie, meer specifiek de computus paschalis, en daarmee de wetenschap in de middeleeuwen.
In 1543 stelde Copernicus een theoretisch astronomisch model op, waarin de Zon in het midden staat van het zonnestelsel (heliocentrisme). Zijn werk werd verdedigd en verder ontwikkeld door Galileo Galilei en Johannes Kepler. Dankzij de uitvinding van de telescoop aan het eind van de 16e eeuw, was het mogelijk om de ruimte diepgaander te bestuderen. Kepler beschreef als eerste op een correcte manier de bewegingen van de planeten rondom de Zon. Kepler had echter geen inzicht in de achterliggende oorzaak van de Wetten van Kepler die hij afleidde uit zijn waarnemingen.

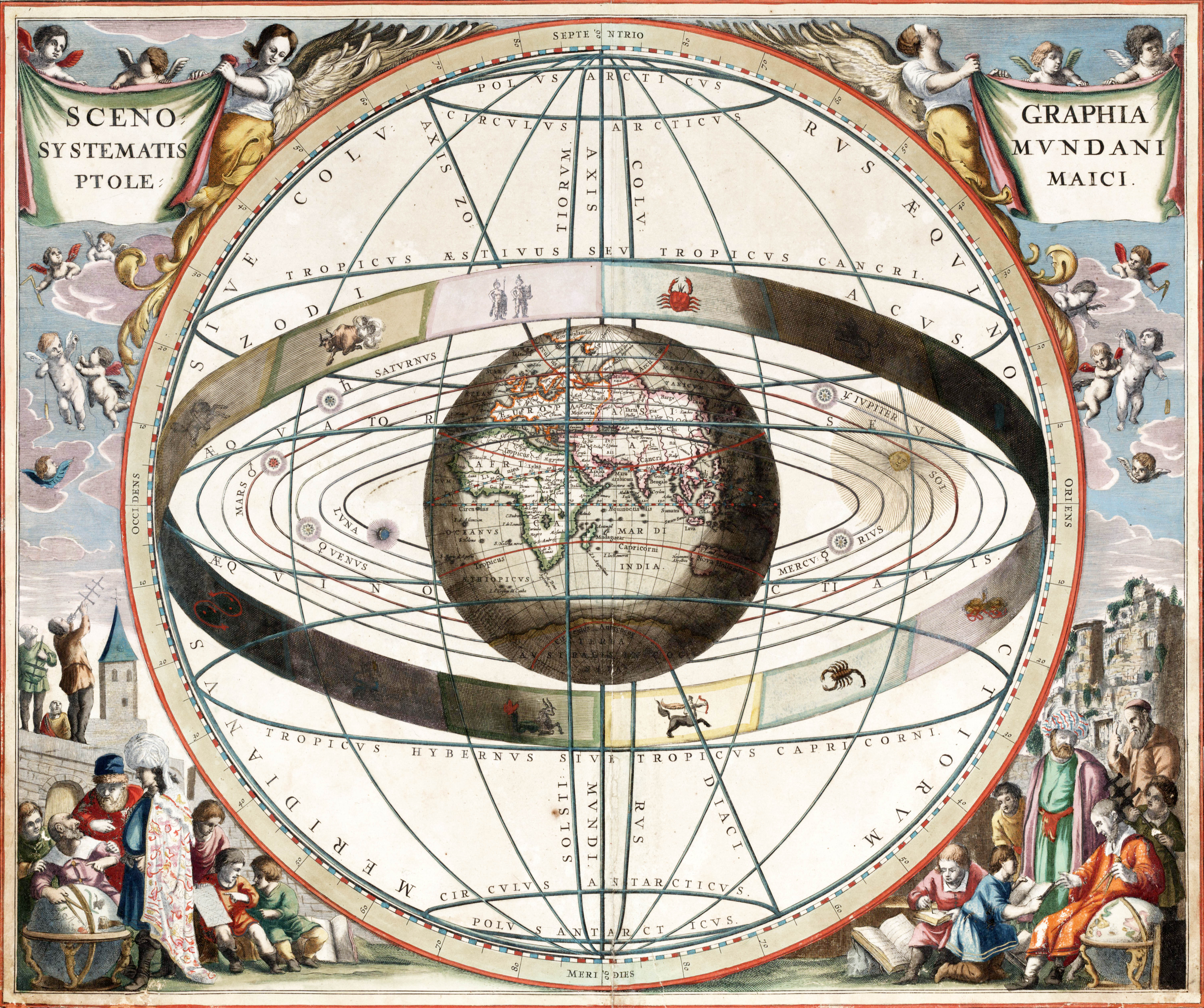
De Aarde als centrum van het heelal

### Nieuwe tijd en heden

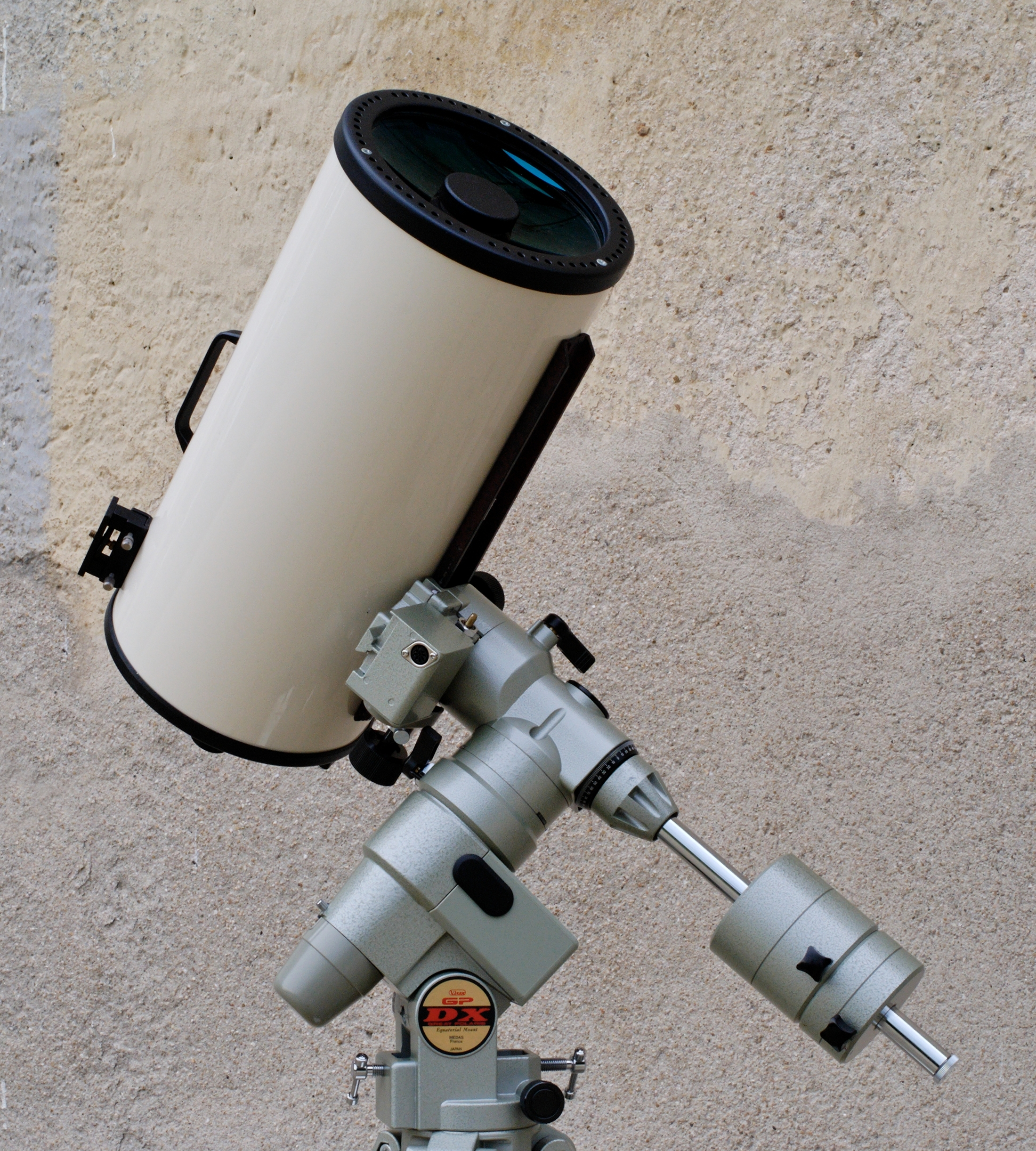
Amateurtelescoop (type Maksoetov-Cassegrain)

Begrip van zwaartekracht en hemelse dynamica waren ontdekkingen van Isaac Newton, die daarmee de bewegingen van de planeten volledig verklaarde.
Men ontdekte dat sterren heel ver van ons verwijderd zijn. Met de uitvinding van de spectroscopie werd bewezen dat sterren gelijksoortige objecten zijn als onze eigen Zon, maar met een grote variëteit aan temperaturen, massa's en omvang. Dat de Melkweg bestaat uit een aparte groep van sterren werd pas bewezen in de twintigste eeuw. Toen werden ook andere sterrenstelsels ontdekt, alsmede nevels en gaswolken. Kort daarop werd de uitdijing van het heelal aangetoond op grond van de roodverschuiving die ontstaat door het dopplereffect. Hieruit blijkt dat de meeste van die andere sterrenstelsels van ons af bewegen.
Aanvankelijk meende men dat het zonnestelsel ophield bij de baan van Pluto. Een probleem bleef echter de herkomst van kometen met vaak hyperbolische banen, die erop wijzen dat ze van zeer grote afstand komen. De astronoom Jan Hendrik Oort stelde in 1950 de Oortwolk voor: een reservoir van miljarden komeetachtige lichamen die overgebleven zijn na de vorming van het zonnestelsel en zich uitstrekt tot wel één à twee lichtjaar rondom het zonnestelsel. In 1951 werd het bestaan van de Kuipergordel gesuggereerd door de Nederlands-Amerikaanse Gerard Kuiper. Hier zouden de kortperiodieke kometen vandaan komen; dat wil zeggen de kometen met een omlooptijd van tussen de 50 en een paar duizend jaar en met de grootste concentratie van komeetlichamen net voorbij de baan van Neptunus. Inmiddels zijn er al verscheidene objecten tussen de afmetingen van kometen en Pluto in gevonden in deze gordels waarmee het bestaan hoogstwaarschijnlijk is bewezen.
Het vakgebied kosmologie werd met enorme sprongen voorwaarts gebracht in de 20e eeuw door het model van de oerknal. Een theorie die door bewijsmateriaal vanuit de astronomie en de natuurkunde wordt ondersteund, zoals de kosmische microgolf achtergrondstraling, de wet van Hubble en het relatieve voorkomen van de verschillende elementen in het heelal.
In 1995 werd bij de ster 51 Pegasi de eerste planeet buiten het zonnestelsel ontdekt met behulp van betere telescopen. In de daaropvolgende jaren zijn er nog veel meer van deze exoplaneten ontdekt.
Met de komst van de ruimtevaart zijn astronomische ontdekkingen in een grote versnelling terechtgekomen. Uit de algemene relativiteitstheorie volgt de mogelijkheid van het bestaan van zwarte gaten, die ook al direct zijn waargenomen.

## Waarnemingen
Informatie over hemellichamen en astronomische verschijnselen kan alleen verkregen worden door waarnemingen. De meeste waarnemingen worden gedaan door middel van detectie en analyse van elektromagnetische straling. Hiertoe behoort zichtbaar licht, maar ook delen van het spectrum die het menselijk oog ontgaan. Verwacht wordt dat in de toekomst ook zwaartekrachtgolven informatie over kosmische gebeurtenissen aan ons kunnen overbrengen.

### Optische astronomie
De optische astronomie maakt gebruik van zichtbaar licht. Het meest gebruikte instrument daarvoor is de telescoop, aangevuld met elektronische beeldverwerkingstechnieken en spectrogrammen.

### Infraroodastronomie
De infraroodastronomie voert waarnemingen uit bij langere golflengten dan die van het zichtbare licht. Ook dit wordt gedaan met behulp van telescopen, die speciaal worden ontworpen voor het waarnemen van infrarood. Omdat infrarood licht sterk wordt geabsorbeerd door waterdamp, worden infraroodwaarnemingen meestal uitgevoerd op hoge locaties, bijvoorbeeld op een berg. Bekende hoge locaties zijn de observatoria op de Andes in Chili, op Hawaï en de Canarische Eilanden. Vroeger werden ook vaak instrumenten aan ballonnen gebruikt die op grote hoogte waarnemingen deden. De ruimtetelescoop heeft daarbij nog grotere voordelen, omdat daarmee nog meer ruis vanuit de atmosfeer kan worden geëlimineerd.

### Radioastronomie
Radioastronomie gebruikt geheel andere instrumenten, namelijk radiotelescopen om radiostraling met een golflengte van millimeters of centimeters waar te nemen. De ontvangers lijken op de ontvangers voor normale radio-ontvangst. Momenteel bouwt ASTRON (Netherlands foundation for research in astronomy) de grootste radiotelescoop ter wereld, LOFAR genoemd.

### Röntgen- en gamma-astronomie
Voor röntgenstraling, gammastraling en ultraviolette straling is de atmosfeer vrijwel ondoorzichtig, met uitzondering van een paar golflengten, waarvoor de atmosfeer wel transparant is. Deze waarnemingen worden dus veelal ook vanuit de ruimte gedaan, of vanuit luchtballonnen. De röntgenastronomie en gamma-astronomie met behulp van vooral satellieten leidde tot vele nieuwe inzichten.
Sinds enige jaren wordt in het SETI-Project gezocht naar signalen uit het heelal die op ander leven duiden.

## Beroemde astronomen en astrofysici

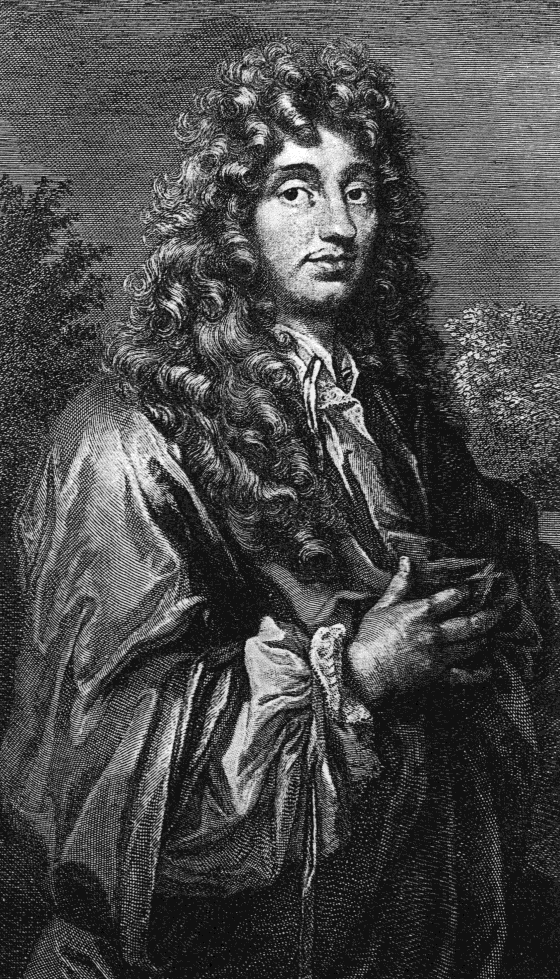
Christiaan Huygens

Belangrijke wis- en natuurkundigen die bijdroegen aan de kennis van de hemellichamen en de werking van de kosmos. Zie ook de lijst van astronomen.
- Avicenna
- André-Marie Ampère
- Johannes Bayer
- Friedrich Bessel
- Tycho Brahe
- Annie Cannon
- Anders Celsius
- Nicolaas Copernicus
- Albert Einstein
- Mohammed al-Fazari
- Galileo Galilei
- George Hale
- Stephen Hawking
- Edwin Hubble
- William Huggins
- Christiaan Huygens
- Jacobus Cornelius Kapteyn
- Johannes Kepler
- Omar Khayyám
- Gustav Robert Kirchhoff
- Mohammad ibn-Moesa al-Chwarizmi
- Henrietta Leavitt
- Charles Messier
- Johan Maurits Mohr
- Isaac Newton
- Jan Hendrik Oort
- Anton Pannekoek
- Claudius Ptolemaeus
- Carl Sagan
- Fred Hoyle
- Maarten Schmidt
- Neil deGrasse Tyson